# Џелалудин Руми
Мевлана Џелалудин Руми (перс. مولانا جلال الدین محمد رومی; Балх, 7. октобар 1207 — Коња, 24. децембар 1273) је био персијски исламски филозоф, теолог, правник, песник и суфи мистик из 13. века. Сматра се једним од највећих мистичких песника ислама, који је писао на персијском језику.
Име Руми добио је због тога што је живот провео у Руму (Румски султанат), данашња средња Анадолија, а Мевлана на фарсију значи „наш водич“ или „наш господар“.

## Живот
Рођен је 30. септембар, 1207. године у граду Белху, област Бактрија, тада у саставу Харезмидског царства (данашњи Авганистан). Потиче из угледне породице, а његов отац Бехаудин Велад је био велики учењак. Пред најездом Монгола, или због дворских интрига којима је његов отац Бехаедин постао изложен, његова породица напушта Балх између 1213. и 1217. године. Према предању, у граду Нишапуру срећу чувеног мистика Атара, који је, видевши Бехаудина и Џелалудина, узвикнуо: „Гле чуда! Долази нам река која води моћни океан!“. Тада је чувени суфија малом Џелалудину поклонио своју Књигу тајни (Есрарнаме).
Након неколико година путовања кроз разне области Истока, породица се најзад настањује у граду Конија, где је Бехаедин 1227. године успео да добије положај професора теологије. Конија се налазила у источној Анадолији, у области која се називала Рум (према Римском, тј. Источном римском царству — Византији), по чему је будући песник добио свој надимак Руми.
Након смрти оца 1231. године, Џелалудин путује у Сирију и проводи седам година у Дамаску и Алепу, након чега се враћа у Коњу, где наслеђује очево место и предаје теолошке науке. Руми није био ни најмање верски искључив - имао је пуно пријатеља хришћана, посећивао је хришћанска светилишта, а у његовим делима има и метафора које воде порекло из Јеванђеља и хришћанског предања.
| „ | Тражити пут до љубави разумом, исто је што и тражити светиљком Сунце. | ” |

1244. године Руми је доживео сусрет са лутајућим дервишем Шемседином Тебризијем, који је изменио даљи ток његовог живота. Шемседин је прешао у Румијеву кућу, а Џалалудин се од научника и правника преображава у мистика и песника, који је већину својих дела из тог времена писао под псеудонимом Шемседин. Након неког времена, Шемседин је нестао из Румијевог живота исто онако мистериозно као што је и дошао. Међутим, Руми наставља да пише инспирисан „божанским“ људима. Под утиском личности Салахудина Заркуба, једноставног, неписменог човека чисте душе, пише око 70 газала. Након Салахудинове смрти, његов ученик Хусамедин Челеби, такође славни суфија, му служи као инспирација да напише своју најпознатију поему Масневију, која спада у највише узлете људске мисли.
Руми умире у Конији (данашња Турска) 17. децембра 1273. године. Његовој сахрани је присуствовало на хиљаде становника града, било да су муслимани, хришћани или јевреји. Он сам је оставио аманет да му на сахрани свира музика. Та ноћ остаје позната као Ноћ венчања (Шабе Арус), и од тада сваке године долази река његових поштовалаца из целога света на његово турбе.

## Филозофија
Суфизам, мистично и естетско тумачење Кур’ана, био део ислама од његовог оснивања у 7. веку, али није увек прихваћен од стране осталих исламских учењака. Џалал ад-Дин Мухамед Руми, познатији једноставно као Руми, одгајан је у православном исламу, и први пут је дошао у контакт са суфизмом када се његова породица се доселила са источне ивице Персије у Анадолију средином 13. века. Суфијски концепт сједињења са Богом кроз љубав загрејало је његову машту и од овога је развио верзију суфизма помоћу којег је желео да објасни однос човека са божанским. Руми је постао учитељ у једном реду суфија и као такав веровао је да он био медијум између Бога и човека. За разлику од опште исламске вежбе, ставио је велики нагласак на зикру (обредна молитва или јектенија), а не рационалну анализу Кур’ана за божанско вођство, и постао је познат по свом заносу откровења.
Веровао је да је то његов задатак да саопшти визије које је доживео, и тако их је написао у облику поезије. Централно за његову визионарску филозофију је идеја да универзум и све у њему је бескрајан ток живота, у коме је Бог вечно присуство. Човек, као део универзум, такође је део овога континуума, а Руми настоји да објасни место људи у њему. Човек је, верује, веза између прошлости и будућности, а континуирани процес живота, смрт и препород - не као циклус, већ као напредовање из једног облика у други протежући се у вечност.
Смрт и пропадање су неизбежни и део су овог бескрајног тока живота, када нешто престане да постоји у једном облику, препорађа се у другом. С обзиром на ово, људи се не би требало плашити смрт, а нити треба да тугују за губитком. Да би осигурали наш раст из једног облика у други, међутим, треба да теже духовном расту и разумевању божанско-људског односа. Руми верује да ово разумевање долази пре из емоција него из разума, а емоције треба да буду појачане музиком, песмом и плесом.

## Румијева учења
Као и други мистични и суфијски песници персијске књижевности, Румијева поезија говори о љубави која се улива у свет. Румијева учења такође изражавају поставке сажете у куранском стиху које је Шамс Табризи навео као суштину пророчког вођства: „Знајте да„ нема бога осим Њега “и затражите опроштај за свој грех“ (К. 47:19) . У тумачењу које се приписује Шамсу, први део стиха заповеда човечанству да тражи знање тевхида (Божјег јединства), док им други наређује да негирају сопствено постојање. Румијевим речима, тевхид се најпотпуније живи кроз љубав, с тим што је веза експлицитно изражена у његовом стиху који љубав описује као „онај пламен који кад изгори сагорева све осим Вечне вољене.“ Румијева чежња и жеља за постизањем овог идеала очигледна је у следећој песми из његове књиге Маснави:
| „ | Умро сам као минерал и постао биљка, Умро сам као биљка и постао животиња, Умро сам као животиња и постао човек, Онда чега да се бојим? Никад нисам постао мањи од умирања. На следећем налету (напред) умрећу за људску природу, Да бих могао подићи главу и крила (и винути се) међу анђеле, И морам (такође) да скочим са реке (државе) анђела, Све пропада осим Његовог Лица, Још једном ћу постати жртвован од (државе) анђела, Постаћу оно што не може доћи у машту, Тада ћу постати непостојећи; непостојање ми каже (у тоновима) као орган, Заиста, Њему је наш повратак. | ” |

Маснави садржи басне, сцене из свакодневног живота, открића Кур'ана, егзегезу и метафизику у огромну и замршену таписерију.
Руми је страствено веровао у употребу музике, поезије и плеса као пута за достизање Бога. За Румија, музика је помагала посвећеницима да усредсреде цело своје биће на божанско и чине то тако интензивно да је душа била уништена и васкрсла. Из ових идеја се пракса ковитлања дервиша развила у ритуалну форму. Његова учења постала су основа за поредак Мевлевија, који је организовао његов син султан Валад. Руми је охрабривао Саму, слушајући музику и окрећући се или изводећи свети плес. У традицији Мевлевија, самаʿ представља мистично путовање духовног успона кроз ум и љубав до Савршеног. На овом путовању, трагач се симболично окреће истини, расте кроз љубав, напушта его, проналази истину и стиже до Савршеног. Трагач се затим враћа с овог духовног путовања, са већом зрелошћу, да воли и служи читавој творевини без дискриминације у погледу веровања, раса, класа и нација.
У другим стиховима Маснавија, Руми детаљно описује универзалну поруку љубави:
Узрок љубавника је одвојен од свих осталих узрока. Љубав је астролаб Божјих мистерија.— Руми
Румијев омиљени музички инструмент био је неј (флаута од трске).

## Религија
Руми припада класи исламских филозофа међу којима су Ибн Араби и Мула Садра. Ови трансцендентални филозофи се често заједно проучавају у традиционалним школама ирфана, филозофије и теозофије широм муслиманског света.
Руми уграђује своју теозофију (трансценденталну филозофију) попут низа кроз зрнца својих песама и прича. Његова главна поента и нагласак је јединство бића. Неспорно је да је Руми био муслимански учењак и да је ислам схватио озбиљно. Па ипак, дубина његове духовне визије ширила се даље од уског разумевања секташких брига. Један рубајат гласи:
| „ | На путу трагача мудраци и будале су једно. У Његовој љубави браћа и странци су једно. Настави! Пиј вино вољеног! У тој вери су муслимани и пагани једно. | ” |

Према Курану, пророк Мухамед је милост коју је Бог послао Аламинима (свим световима), укључујући и човечанству у целини. У вези с тим, Руми наводи:
"Мухамедова светлост не напушта Зороастријца или Јевреја на свету. Нека сенка његове среће обасја све! Све оне залутале доводи на Пут из пустиње."— Руми
Руми, међутим, потврђује надмоћ ислама изјавом:
"Мухамедова светлост постала је хиљаду грана (знања), хиљаду, тако да су и овај и онај свет заплењени од краја до краја. Ако Мухамед растури вео са једне такве гране, хиљаде монаха и свештеника ће отргнути низ лажног веровања око свог струка."— Руми
Многе Румијеве песме сугеришу важност спољашњег верског поштовања и примат Кур'ана.
Бежите пред Божјим Кур'аном, склоните му се, тамо се духови пророка стапају.
Књига преноси околности пророка,
оне рибе чистог мора Величанства.— Руми
Руми наводи:
| „ | Слуга сам Кур'ана док год имам живота | ” |

. 
Ја сам прашина на путу Мухамеда, Изабраног.
Ако неко цитира било шта осим овог из мојих изрека,
Напустио сам га и огорчен сам због ових речи.}}
Руми такође наводи:
„Зашио сам“ своја два ока затворена од [жеље за] овим и оним светом - ово сам научио од Мухамеда."
На првој страници Маснавија, Руми наводи:
„Ово је књига о маснавијима, а то су корени корена корена (исламске) религије и она је објашњење Кур'ана.“
Хади Сабзавари, један од најважнијих иранских филозофа 19. века, у уводу свог филозофског коментара на књигу прави следећу везу између маснавија и ислама:
То је коментар версификоване егзегезе [Кур'ана] и њене окултне мистерије, јер је цела она [читава Матхнави], као што ћете видети, појашњење јасних стихова [Кур'ана] , појашњење пророчких изговора, трачак светлости блиставог Кур'ана и горућа жеравица која зрачи своје зраке из његове блиставе лампе. Што се тиче лова кроз ризницу Кур’ана, у њему [Матхнави] се може наћи сва древна филозофска мудрост [Кур’ана]; све је то [Матхнави] у потпуности елоквентна филозофија. Заправо, бисерни стих песме комбинује канонски закон ислама (шариʿа) са суфијским путем (тарика) и божанском стварношћу (хакика); ауторско постигнуће [Руми] припада Богу у његовом спајању Закона (шариʿа), Пута и Истине на начин који укључује критички интелект, дубоку мисао, бриљантни природни темперамент и интегритет карактера који је обдарен моћ, увид, надахнуће и осветљење.
Руми у свом Дивану наводи:
Суфији се држе Мухамеда, попут Ебу Бекра.
Његов Маснави садржи анегдоте и приче изведене углавном из Кур'ана и хадиса, као и свакодневне приче.

## Дела
Румијева најпознатија поема је Масневија, која се састоји од шест књига и бави се разним темама, често у облику парабола или анегдота написаних у сликовитом стиху. Међу муслиманским мистицима је позната као »Куран на персијском«.
Кључна дела:
- Rhyming Couplets of Profound
- Spiritual Meaning
- The Works of Shams of Tabriz
- What is Within is Within
- Seven Sessions[3]

## Наслеђе
Руми је инспирисао стварање независног суфијског братства мевлевија, названих према почасној титули коју су ученици додељивали свом учитељу (мевлана — наш учитељ). Овај ред је постао познат у Европи као »вртећи дервиши« према важној улози ритуалног плеса у обавезном седмичном обреду названом сама.
Мистични елементи Румијевих идеја су биле инспиративне унутар суфизма и утицали су на главни ток ислама. Такође су били кључни у конверзији већег дела Турске из православног хришћанства у ислам. Али овај аспект размишљања није узео много маха у Европи, где је доминирао рационализам. У 20. веку, међутим, његове идеје су постале веома популарне на западу, углавном зато што је његова порука љубави одзвањала са вредностима новог доба 1960-их. Можда је његов највећи поштовалац у 20. веку био песник и политичар Мухамед Икбал, саветник Мухамеда Али Џина, који је водио кампању за исламску државу Пакистан 1930-их.

### Преводи на енглески
- „Ma-Aarif-E-Mathnavi A commentary of the Mathnavi of Maulana Jalaluddin Rumi”. Архивирано из оригинала 02. 04. 2019. г. Приступљено 10. 02. 2019. (R.A.), by Hazrat Maulana Hakim Muhammad Akhtar Saheb (D.B.), 1997.
- Chittick, William (1983). The Sufi Path of Love: The Spiritual Teachings of Rumi. SUNY Press..
- The Mysteries of the Universe and Rumi's Discoveries on the Majestic Path of Love. 2002. ISBN 978-0-9714600-0-3.. by Majid M. Naini, Universal Vision & Research.  www.naini.net
- The Mesnevi of Mevlâna Jelālu'd-dīn er-Rūmī. Book first, together with some account of the life and acts of the Author, of his ancestors, and of his descendants, illustrated by a selection of characteristic anecdotes, as collected by their historian, Mevlâna Shemsu'd-dīn Ahmed el-Eflākī el-'Arifī, translated and the poetry versified by James W. Redhouse, London: 1881. Contains the translation of the first book only.
- Masnaví-i Ma'naví, the Spiritual Couplets of Mauláná Jalálu'd-din Muhammad Rúmí, translated and abridged by E.H. Whinfield, London: 1887; 1989. Abridged version from the complete poem. On-line editions at sacred-texts.com, archive.org and on wikisource.
- The Masnavī by Jalālu'd-din Rūmī. Book II, translated for the first time from the Persian into prose, with a Commentary, by C.E. Wilson, London: 1910.
- The Mathnawí of Jalálu'ddín Rúmí, edited from the oldest manuscripts available, with critical notes, translation and commentary by Reynold A. Nicholson, in 8 volumes, London: Messrs Luzac & Co., 1925–1940. Contains the text in Persian. First complete English translation of the Mathnawí.
- Rending The Veil: Literal and Poetic Translations of Rumi,. translated by Shahram Shiva Hohm Press. 1995. ISBN 978-0-934252-46-1.. Recipient of Benjamin Franklin Award.
- Hush, Don't Say Anything to God: Passionate Poems of Rumi,. 1999. ISBN 978-0-87573-084-4.. translated by Shahram Shiva Jain Publishing. .
- The Essential Rumi, translated by Coleman Barks with John Moyne, A.J. Arberry, Reynold Nicholson. . Castle Books. 1997. ISBN 978-0-7858-0871-8. Недостаје или је празан параметар |title= (помоћ). Edison (NJ) and New York. . Selections.
- The Illuminated Rumi, translated by Coleman Barks, Michael Green contributor. . New York: Broadway Books. 1997. ISBN 978-0-7679-0002-7. Недостаје или је празан параметар |title= (помоћ).
- The Masnavi: Book One. Oxford University Press. 2004. ISBN 978-0-19-280438-9.. translated by Jawid Mojaddedi, Oxford World's Classics Series. . Translated for the first time from the Persian edition prepared by Mohammad Estelami with an introduction and explanatory notes. Awarded the 2004 Lois Roth Prize for excellence in translation of Persian literature by the American Institute of Iranian Studies.
- Divani Shamsi Tabriz. Echo Publications. 2003. ISBN 978-1-887991-28-5.. translated by Nevit Oguz Ergin as Divan-i-kebir. .
- The rubais of Rumi: insane with love. 2007. ISBN 978-1-59477-183-5.. translations and commentary by Nevit Oguz Ergin and Will Johnson, Inner Traditions, Rochester, Vermont. .
- The Masnavi: Book Two. Oxford University Press. 2007. ISBN 978-0-19-921259-0.. translated by Jawid Mojaddedi, Oxford World's Classics Series. . The first ever verse translation of the unabridged text of Book Two, with an introduction and explanatory notes.
- Mystical Poems of Rumi. University of Chicago Press. 2009.. Translated by A.J. Arberry.
- The quatrains of Rumi: Complete translation with Persian text, Islamic mystical commentary, manual of terms, and concordance, translated by Ibrahim W. Gamard and A.G. Rawan Farhadi, 2008.
- The Soul of Rumi: A New Collection of Ecstatic Poems, translations by Coleman Barks, Harper One, 2002.
- The Hundred Tales of Wisdom, a translation by Idries Shah of the Manāqib ul-Ārefīn of Aflākī, Octagon Press 1978. Episodes from the life of Rumi and some of his teaching stories.
- Rumi: 53 Secrets from the Tavern of Love: Poems from the Rubaiyat of Mowlana Rumi,. 2014. ISBN 978-1-940468-00-6.. translated by Amin Banani and Anthony A. Lee (White Cloud Press). .

### Живот и рад
- RUMI, JALĀL-AL-DIN. Encyclopædia Iranica, online edition, 2014.
- Dr Khalifa Abdul Hakim (1959). The metaphysics of Rumi: A critical and historical sketch. Lahore: The Institute of Islamic Culture. ISBN 978-81-7435-475-4. Архивирано из оригинала 10. 01. 2014. г. Приступљено 10. 02. 2019..
- Afzal Iqbal. The Life and thought of Mohammad Jalal-ud-Din Rumi, Lahore: Bazm-i-Iqbal, 1959 (latest edition, The life and work of Jalal-ud-Din Rumi.. . Kuala Lumpur: The Other Press. 2014. Недостаје или је празан параметар |title= (помоћ)). Endorsed by the famous Rumi scholar, A.J. Arberry, who penned the foreword.
- Abdol Reza Arasteh. Rumi the Persian: Rebirth in Creativity and Love, Lahore: Sh. Muhammad Ashraf, 1963 (latest edition, Rumi the Persian, the Sufi. New York: Routledge, 2013). The author was a US-trained Iranian psychiatrist influenced by Erich Fromm and C.G. Jung..
- Annemarie Schimmel (1993). The Triumphal Sun: A Study of the Works of Jalaloddin Rumi. Albany: SUNY Press..
- Keshavarz, Fatemeh (1998). Reading Mystical Lyric: The Case of Jalal al-Din Rumi. University of South Carolina Press. ISBN 978-1-57003-180-9. Архивирано из оригинала 15. 01. 2017. г. Приступљено 10. 02. 2019..
- Mawlana Rumi Review mawlanarumireview.com. An annual review devoted to Rumi. Archetype. 2010.  978-1-901383-38-6..
- Seyyed Hossein Nasr (1987). Islamic Art and Spirituality. Albany: SUNY Press.. chapters 7 and 8.
- Majid M. Naini, The Mysteries of the Universe and Rumi's Discoveries on the Majestic Path of Love, Universal Vision & Research. 2002.  978-0-9714600-0-3.
- Lewis, Franklin (2000). Rumi: Past and Present, East and West. Oneworld Publications. ISBN 978-1-85168-214-0.
- Leslie Wines (2001). Rumi: A Spiritual Biography. New York: Crossroads. ISBN 978-0-8245-2352-7..
- Rumi's Thoughts, edited by Seyed G Safavi, London: London Academy of Iranian Studies, 2003.
- William Chittick (2005). The Sufi Doctrine of Rumi: Illustrated Edition. Bloomington: World Wisdom.
- Şefik Can (2004). Fundamentals of Rumi's Thought: A Mevlevi Sufi Perspective. The Light Inc. ISBN 978-1-932099-79-9.. Sommerset (NJ). .
- Rumi's Tasawwuf and Vedanta by R.M. Chopra in Indo Iranica Vol. 60
- Athanasios Sideris, "Mevlana Celaleddin Rumi", an entry on Rumi's connections to the Greek element in Asia Minor, in the „Encyclopedia of the Hellenic World – Asia Minor”. Архивирано из оригинала 09. 10. 2014. г. Приступљено 10. 02. 2019., 2003.

### Упоредна истраживања
- Steven T Katz (2011). Comparative Mysticism: An Anthology of Original Sources. New York: Oxford University Press..
- Zarrabi-Zadeh, Saeed (2016). Practical Mysticism in Islam and Christianity: A Comparative Study of Jalal al-Din Rumi and Meister Eckhart. London and New York: Routledge, Taylor & Francis. ISBN 9781138100121.

### Персијска литература
- Browne, E. G. (децембар 1998). A Literary History of Persia. Psychology Press. ISBN 978-0-7007-0406-4.
- Jan Rypka (1968). History of Iranian Literature. Reidel Publishing Company. ISBN 978-90-277-0143-5. OCLC 460598.
- "RUMI: His Teachings And Philosophy" by R.M. Chopra, Iran Society, Kolkata (2007).